# Bob Van Osdel
Bob Van Osdel, född 1 april 1910 i Selma i Kalifornien, död 6 april 1987 i West Hollywood, var en amerikansk friidrottare.
Han blev olympisk silvermedaljör i höjdhopp vid sommarspelen 1932 i Los Angeles.